# Hydroxypetidin
Hydroxypetidin, C15H21NO, är ett smärtstillande preparat som tillhör gruppen opioider. Preparatet är 1,5 gånger mer potent än analogen petidin. Hydroxypetidin är narkotikaklassat och används inte som läkemedel i Sverige.